# Тиберий
Тиберий Юлий Цезар Август (на латински: Tiberius Julius Caesar Augustus), роден като Тиберий Клавдий Нерон е римски император от 18 септември 14 до 16 март 37. Наследява своя баща осиновител Октавиан Август и е член на династията на Юлио-Клавдиите.
Тиберий е син на Тиберий Нерон от знатното семейство на Клавдиите и Ливия Друзила – благородничка, родена в богатия квартал Палатин. Родството с известни републикански семейства, като Сервилиите, Емилиите и Ливиите, предопределя за Тиберий политическата кариера.
През 39 пр.н.е. Ливия се развежда с мъжа си по настояване на Октавиан, който се оженва за нея и става осиновител на Тиберий и на неговия брат Друз – по-късно един от прочутите римски пълководци, водил редица военни кампании, редом с брат си – основно с германите.
За пръв път името на Тиберий се споменава във връзка с гражданската война между Марк Антоний и Октавиан през 32 пр.н.е.. След битката при Акциум той участва в триумфалната процесия на Август.
Член на семейството на Октавиан, Тиберий е напълно зависим от желанията му. През 20 пр.н.е. се жени за Випсания Агрипина, дъщеря на Марк Агрипа, дясната ръка на Октавиан Август. Когато Тиберий става консул (13 пр.н.е.), се ражда синът му Юлий Цезар Друз. След смъртта на Агрипа през 12 пр.н.е., Тиберий е принуден от Август да се разведе с любимата си, за да се ожени за вдовицата на Агрипа – Юлия, дъщеря на император Август и своя заварена сестра (и доскоро – тъща на Тиберий, но не и родна майка на Випсания). Бракът им не е щастлив и остава без деца. Тиберий прекарва повечето си време във военни походи в Германия и Панония, но през 6 пр.н.е. решава да се оттегли от обществения живот и да заживее на остров Родос, въпреки несъгласието на Август. През 2 г. пр.н.е. Юлия, за която се носят слухове, че се отдава на разврат, е обвинена в изневяра ѝ бракът с Тиберий е разтрогнат. Тиберий остава неженен до смъртта си (през 37 г.). Възможно е той да се е надявал да си върне Випсания, но противно на това тя се омъжва повторно, и то за враждебно настроения към него сенатор Азиний Гал – впоследствие вече като император, след дългогодишни борби помежду им, Тиберий го осъжда на смърт.
Междувременно внукът на Август от Юлия и Агрипа, Гай Цезар, е обявен за наследник, след като е осиновен от август. Той вижда в лицето на Тиберий заплаха за живота си. Все пак, на авторитетния и заслужил пълководец е разрешено да се завърне в Рим при условие, че не се меси в обществения живот. Това не спасява Гай; скоро както той, така и брат му Луций Цезар, – също осиновен син на Август, умират при не напълно изяснени обстоятелства. С това плановете на стария император да издигне някого от тях, като следващ принцепс, пропадат. Така Тиберий, когото Август не харесва, става най-вероятният му приемник, особено след като и друг евентуален претендент – брат му Друз – умира, загивайки в Германия, а други са дискредитирани, убити или определени предварително като неподготвени, ненадеждни или направо – съвсем негодни. Октавиан Август обявява за свой наследник Тиберий през 4 г.
През 6 г. е изпратен да потуши голямото Панонско въстание.
След поражението на римския военачалник Вар в Тевтобургската гора, Германия, от разбунтувалите се през 9 г. местни племена, Тиберий потушава размириците и предотвратява нашествието им в Италия и Галия.

## Възкачване
Когато Октавиан издъхва на 19 август 14 г., идва ред на Тиберий да оглави империята. Смъртта на императора е пазена в тайна за известен период от време, докато Тиберий и Ливия осигурят безпроблемното преминаване към новото управление. Впоследствие, и като предисловие към новото управление, август е обожествен от Сената. После – на 18 септември Сенатът се събира, за да потвърди новия принципат. Тиберий трябва да получи множество титли, обозначаващи правомощията, които има като временен (по силата на идеята, залегнала в основата на новия тип държавна система) заместник на основните републикански магистрати. Тези титли и правомощия са били многократно присъждани и препотвърждавани на предишния император, но предстои за първи път да се възложат едновременно на друг човек. Тиберий и участниците в събранието са неориентирани и объркани, още повече, че той макар и вече да си е осигурил фактически върховенството в страната и дори – да е започнал неофициално да издава заповеди, всъщност отказва да приеме принципата и сякаш клони към възстановяване на Републиката (вероятно възнамерявайки да се обяви за диктатор). Сенаторите изпадат в паника, настояват за продължаване на монархическата линия и се опитват да заставят Тиберий да вземе решение, възможно най-близко до идеите на Август. Накрая той поема властта, но отказва титлата „Баща на отечеството“.
Тацит окачествява поведението на императора и сенаторите като фарс – Тиберий сам се изразявал по повод на това, с думите: „Държа вълка за ушите“. Той не само, без да е още официално на власт, отправял едикти, но и си бил осигурил възможността да ги налага, посредством спечелената напълно на негова страна преторианска гвардия.
Друга фраза, която му приписва този историк е: „О, хора, родени за робство!“ – думите, с които напуснал заседанието на Сената, отвратен от държанието на държавните мъже, с тяхното раболепие и неразбиране. Но и двуличието и лицемерието на Тиберий също настроили отрицателно към него сенаторите.

## Начало на управлението
Началото на управлението на Тиберий е белязано от бунтове на легионерите в Долна Германия и Панония, които не одобрявали избора му. Освен това те настояват заплатите им да бъдат изравнени с тези на преторианците, а ветераните да получат просроченото си пенсиониране. Синът на Тиберий, Друз потушава бунта в Панония. В Германия въстанието е потушено от императорския племенник – пълководеца Германик, който решително отказва да бъде издигнат за император и претендент за властта, въпреки настояванията на своите войници. Лоялността му пресича опасността от гражданска война.
Германик постига редица победи срещу варварските племена отвъд Рейн, отмъщава за гибелта на Вар и хората му и през 17 г. празнува триумф в Рим заедно с Друз, сина на Тиберий. С храбростта и предаността си, а най-вече – с дипломатическите си умения, те скоро си спечелват още по-голяма популярност сред римляните, но тя се превръща и в причина за тяхната гибел, в резултат на вихрещите се в страната интриги.

### Външна политика
Тиберий се отказва от покоряването на Германия и не води завоевателни войни, преминавайки към тактическа отбрана на утвърдените граници, следвайки препоръката на Август. Подсилва защитата на Рейнския лимес. През 15 г. превръща придунавската област Мизия в римска провинция. По дипломатически път предотвратява конфликт с маркоманския вожд Маробод, който по-късно, след свалянето му от власт в 19 г., търси убежище при римляните.
Междувременно някои от съюзните клиентни владетели: тракийският цар Раскупор II и Архелай, владетелят на Кападокия, са повикани и арестувани в Рим, поради подозрения в нелоялност, а след това, ок. 17 – 18 г., Кападокия е присъединена като провинция. В Галия и алпийските провинции са прекратени вълненията (21 г.) сред племена едуи, тревери и други полунезависими местни общности.
Усмирена е и Нумидия (в дн. Алжир), където с голяма войска от маври и бербери, устроена по римски образец, действал от 17 до 24 г. бунтовникът Такфаринат, оглавявал разбойническа армия. През 26 г. легионите потушават голямо въстание на тракийското племе беси, предвождани от жреца Вологез.

### Вътрешнополитически мерки
На първо време Тиберий проявява изключителна скромност и умереност в поведението си, консултира се със Сената при всяко свое решение, избягва да издава декрети, давайки вид, че едва ли не се смята за нищо повече от частно лице. Показно той увеличава почестите, но не и фактическата власт на сенатското съсловие, а в същото време постепенно затвърждава контрола си над армията и отделя голямо внимание на обществената сигурност и безопасност – усилва охраната в Рим и Италия, за да се справи със скитащи разбойнически банди. Ангажира голям брой доносници и шпиони, чрез които да събира материал за евентуални бъдещи обвинения срещу видни лица.
Подобно на Август, издава закони срещу прахосничеството и неморалното поведение, но Тиберий бил склонен да доведе тези мерки до крайност. Възобновен е т.нар. „Закон за обида на величеството“ (25 г.), според който например за углавно престъпление се считало дори внасянето на монета с императорския образ в тоалетна, или ругаенето пред статуя на императора. Тиберий не бил харесван от благородниците император, защото под предлог, че въдворява морал и дисциплина, всъщност започнал да извършва своеволия.
Германик, след като е осиновен от принцепса, мистериозно умира в Сирия през 19 г. Според слуховете той е отровен по давление на Ливия, вдовица на Август и майка на Тиберий. Поради това, а и заради хладното им държание при публичното погребение на обичания пълководец, императорът и майка му си навличат неприязън сред простолюдието. Положението се усложнява при разследването и обвиненията срещу губернатора Калпурний Пизон, който, заподозрян за съучастие в трагедията, се самоубива. Въпреки този скандал Ливия упорито се стреми да запази контрола в управлението и по времето на своя син – нещо, което води до разрив в отношенията им и е една от причините за последвалата му изолация. След смъртта на Ливия през 29 г. той отказва да я обожестви.

## Заговорът на Сеян
Едно от главните събития по времето на Тиберий е аферата Сеян. От началото на управлението му, префектът на преторианците Луций Елий Сеян е най-довереното лице на императора. Това става още по-видно, когато умира синът на Тиберий Друз през 23 г. (едва след години се разбира, че Друз е отровен от Луций Сеян, който имал намерение да узурпира властта).
През 21 г. Сеян издейства настаняването на всичките шест преториански кохорти в Рим. За тази цел в околностите на града е построен голям военен лагер – Castra praetoria. Сеян използва страха на императора от заговори, за да се отърве от своите врагове чрез инсценирани процеси. По този начин управлението на Тиберий започва да се превръща в тирания.

### Оттегляне от Рим
Влиянието на Сеян достига върх през 26 г. Склонен към усамотение, а същевременно и към разврат, отдавна вече преуморен и преситен, отчаян и наплашен от трагичната си лична и на семейството си история, и от властния и лукав характер на майка му, Тиберий се оттегля от публични изяви и се установява на о. Капри. Но вместо да се защити от интригите, става тяхната основна жертва. Според мнозина, на Капри той се отдава на разгул и остава в историята със своята изключителна извратеност: имал специална група от малки деца и младежи, използвани със сексуална цел в специално устроена обстановка. Изстъпленията му на острова стават достояние на обществото и макар че не толкова тяхната аморалност, колкото че я проявява такова видно лице шокирали римляните, наред с редица случаи на жестокост, надменност и алчност, насочени вече и към всячески закриляното от него доскоро простолюдие, окончателно подриват репутацията му. Затова допринасят и отблъскващата му външност, грубите му нрави, неговата упорита мълчаливост, антипатичното му и пъпчиво лице, саможивостта му.
Докато е на острова, Тиберий управлява изключително посредством писма, възлагайки кореспонденцията и в двете посоки на Сеян, чието влияние преминава поне привидно в почти пълновластен контрол над държавата, дори дотолкова че довереникът сам и единствен решава кого да допуска до аудиенция с императора. Сеян внимателно използва неразбирателствата в императорската фамилия и внушава на Тиберий, че главните му врагове са вдовицата на починалия военачалник Германик, Агрипина със синовете ѝ Нерон Цезар и Друз Цезар. Причина за подозренията е голямата популярност на Германик, която се пренася върху семейството му. На Агрипина е забранено да се омъжи, а три години по-късно срещу нея и синовете ѝ започва процес. Обвинени са в сексуална перверзия (30 г.) и въпреки че скалъпеният процес предизвиква възмущение сред народа, те са изпратени в изгнание, където умират след различни унижения и мъчения.

### Сваляне на Сеян
През 31 г. Сеян изпълнява заедно с Тиберий длъжността консул и смята себе си едва ли не за истинския император, въпреки че Тиберий все така притежава лостовете на властта. Той разбира за плановете на Сеян да го убие и да узурпира положението му. Научава това от снаха си, Антония, която открива в кореспонденцията на дъщеря си Ливила (сестра на пълководеца Германик и съпруга на императорския син до смъртта му) писмо до Сеян, в което тя му напомня, че те двамата са отровили Друз, сина на Тиберий, именно с цел да узурпират монархията. Писмото е по повод бъдещата сватба на дъщерята на Ливила – Юлия и Сеян, която Ливила отказва да приеме и която цели да засили връзките между Елиите и Юлио-Клавдиите, добавяйки се към осъществения по-рано брак между Елия, сестрата на Сеян и смятания за малоумен племенник на императора Клавдий. Тиберий веднага назначава за префект Макрон, доверен свой човек, който арестува и убива Сеян и редица негови сподвижници и роднини. Ливила също е убита – вероятно оставена да умре от глад. Елия е пощадена.

## Последни години
Тези нещастни събития правят Тиберий още по-недоверчив и мрачен и допринасят за по-нататъшното му доброволно заточение. Повече никога не стъпва в Рим. В същото време неговата параноя, мизантропия и отмъстителност взимат все повече жертви. Обвинителни процеси и наказания срещу знатни граждани се провеждат редовно. На Капри мнозина загивали по жесток начин, без дори официални обвинения.
За Тиберий е по-важно да се занимава с литература и астрология, отколкото с политика. За негово щастие държавният апарат, изграден от Октавиан Август, работи безотказно дори с отдалечена императорска резиденция. Като цяло царуването му във външен и вътрешен план минава спокойно и без сериозни проблеми. В хазната е натрупана огромна сума в резултат от честите конфискации на частно имущество.
В периода на царуването си престава да устройва зрелищни игри и дарения за народа. Омразният данък печалба е увеличен с 1% и това прави твърде пестеливия император още по-непопулярен. Поради икономиите храмът на Август така и не е завършен. В последните му години се влошават отношенията с владетеля на Партия, който изпраща на императора враждебни писма. Сарматите и гетите започват да безпокоят Мизия.
В завещанието си Тиберий определя за наследник Гай Германик „Калигула“, най-младият и единствен оцелял син на погубените за да властва той самият Германик и Агрипина. За него казвал, че отглежда отровна змия в пазвата на Рим, наричал го още и „Фаетон“ за римския народ. Тиберий умира на 16 март 37 г., на 78 години. Има сериозно съмнение, че малко след като е обявен за мъртъв, Тиберий неочаквано идва в съзнание и е удушен от Макрон, преторианския префект, лоялен на Калигула. Народът посреща новината за смъртта му с радост и викове „Тиберий в Тибър!“. Сенатът, с който Тиберий е бил винаги в сложни отношения, не приема решение за обожествяването му.

## Митове и легенди за Тиберий
За Тиберий са се разказвали много и различни истории. Една от тях е следната:
По времето когато Тиберий се бил оттеглил на остров Капри, той се отдавал на пълна почивка. Един ден, докато съзерцавал морските вълни, при него незабелязано се промъкнал един селяк-рибар, който в знак на почит му поднесъл грамадна риба. Изплашен от неочакваното появяване на рибаря, императорът се ядосал и дал заповед да натрият човека с рибата. Понеже по време на наказанието рибарят отправял благодарности към боговете, че не взел рака, който бил хванал същата сутрин, Тиберий заповядал да донесат и рака и да натрият умиращия човек с него.

 Казват дори, че при едно жертвоприношение бил пленен от красотата на помощника, който носел кадилницата; не можал да се сдържи и щом свършил обредът, го отвел настрана и го изнасилил заедно с флейтиста, негов брат; и веднага след това заповядал да счупят краката и на двамата, защото взаимно се укорявали в безсрамие.
Често бил суеверен. Не правел нищо, без да се допита до хороскопа си. Негов най-близък довереник бил астрологът Трасил. Нямал доверие на лекари. Винаги изглеждал недоволен и сериозен. С близките си роднини почти не разговарял. Служел си по-добре с лявата ръка. Имал ръст над средния и бил много силен. Също като Август се страхувал от светкавици, и в случай на буря носел лавров венец. Уплашил се за живота си, когато намерил огромната змия, която отглеждал, изпохапана от мравки – изтълкувал го като предупреждение да се пази от гнева на тълпата – заради това и други знамения не се решил да посети отново Рим.
Тиберий е римски император по времето, когато Иисус Христос започва да проповядва в Юдея и е разпънат на кръст по заповед на тогавашния губернатор Пилат Понтийски. В Новия завет (Лука 3:1) Тиберий е споменат поименно само веднъж. По-късни църковни предания неправилно свързват императора с новото учение, като е по-вероятно той въобще да не е научил за случилото се събитие (вер. през 33 г.), което щяло да промени хода на историята в следващите векове.